# Жарновица (район)
Район Жарновица (словац. Okres Žarnovica) — район Словакии. Находится в Банскобистрицком крае.

## Население
| Год:        | 1994   | 2004    | 2014    | 2024    |
| ----------- | ------ | ------- | ------- | ------- |
| Broj ljudi: | 27 920 | 27 381  | 26 732  | 24 463  |
| Разница:    |        | −1,93 % | −2,37 % | −8,48 % |

| Год:                | 2023   | 2024    |
| ------------------- | ------ | ------- |
| Количество человек: | 24 668 | 24 463  |
| Разница:            |        | −0,83 % |

### Статистические данные (2001)
Национальный состав:
- Словаки — 97,1 %
- Цыгане — 0,9 %
- Чехи — 0,5 %

Конфессиональный состав:
- Католики — 83,6 %
- Лютеране — 1,4 %